# آرامگاه امامزاده سید محمد ماهرو
بقعه امامزاده سید محمد ماهرو مربوط به دوره صفوی است و در شوشتر، خیابان شریعتی شرقی، جنب مجموعه آسیابها و آبشارها واقع شده و این اثر در تاریخ ۲۵ اسفند ۱۳۷۹ با شمارهٔ ثبت ۳۰۸۱ به‌عنوان یکی از آثار ملی ایران به ثبت رسیده است.